# Every Kinda People
Pour les articles homonymes, voir Kinda.
Singles de Robert Palmer
Man Smart, Woman Smarter
(1976) Best of Both Worlds
(1978)
Every Kinda People est une chanson interprétée par le chanteur britannique Robert Palmer, écrite et composée par Andy Fraser (ex bassiste et pianiste du groupe Free). Sortie en single en mars 1978, elle est extraite de l'album Double Fun.

## Personnel
- Robert Palmer – chant, guitare
- Paul Barrere & Freddie Harris – guitare
- Bob Babbitt – basse
- James Alan Smith – claviers
- Allan Schwartzberg – batterie
- Robert Greenridge - steel drums
- Jody Linscott - percussions

## Historique
Every Kinda People est la chanson qui a fait connaître Robert Palmer. C'est aux États-Unis et au Canada qu'elle a rencontré le plus de succès, se classant respectivement 16e et 12e des ventes de singles.

### Remix
Un remix sort en 1992, extrait de la compilation Addictions: Volume 2 (en).

### Reprises
Every Kinda People a été reprise par le groupe vocal féminin Mint Juleps en 1987 ainsi que par le duo jamaïcain Chaka Demus & Pliers en 1996. Ces deux versions sont entrées dans le classement des ventes au Royaume-Uni, en France ou en Nouvelle-Zélande.
Randy Crawford et Joe Cocker l'ont aussi interprétée.

### Utilisation dans les médias
La version originale a été utilisée en 1982 dans un spot publicitaire télévisé pour Heineken, réalisé par Alain Franchet.

## Classements hebdomadaires
| Classement (1978)              | Meilleure position |
| ------------------------------ | ------------------ |
| Australie (Kent Music Report)  | 82                 |
| Canada (RPM 100 Singles)       | 12                 |
| États-Unis (Billboard Hot 100) | 16                 |
| Nouvelle-Zélande (RMNZ)        | 35                 |
| Royaume-Uni (UK Singles Chart) | 53                 |

| Classement (Remix 1992)                    | Meilleure position |
| ------------------------------------------ | ------------------ |
| Canada (RPM 100 Singles)                   | 26                 |
| États-Unis (Hot Adult Contemporary Tracks) | 8                  |
| Royaume-Uni (UK Singles Chart)             | 43                 |

| Classement (1987)              | Meilleure position |
| ------------------------------ | ------------------ |
| France (SNEP)                  | 20                 |
| Royaume-Uni (UK Singles Chart) | 58                 |

| Classement (1996)              | Meilleure position |
| ------------------------------ | ------------------ |
| Nouvelle-Zélande (RMNZ)        | 15                 |
| Royaume-Uni (UK Singles Chart) | 47                 |